# San Martino al Tagliamento
San Martino al Tagliamento es una localidad y comune italiana de la provincia de Pordenone, región de Friuli-Venecia Julia, con 1.542 habitantes.

## Evolución demográfica
| Gráfica de evolución demográfica de San Martino al Tagliamento entre 1861 y 2001 |
|                                                                                  |
| Fuente ISTAT - elaboración gráfica de Wikipedia                                  |

## Monumentos
En su iglesia parroquial se conservan imágenes talladas por el escultor Antonio Tironi.